# Cueva de Guillarte
La cueva de Guillarte es una gruta situada en el concejo del mismo nombre, en el municipio alavés de Cuartango.

## Descripción
La cueva, que se encuentra dentro de los límites del municipio de Cuartango, está formada de calizas cretáceas. Situada junto a la ermita de la Santísima Trinidad, de ella nace un río cuyas aguas terminan por desembocar en el Vadillo. En el tomo de la Geografía general del País Vasco-Navarro dedicado a Álava y coordinado por Vicente Vera y López, se describen tanto la cueva como las inmediaciones en palabras de Luis Heintz Loll:

Cueva de Guillarte (Valle de Cuartango).―Al N. del lugar de Guillarte hay una cueva cuya curiosidad principal es un río que nace en su fondo, la atraviesa en toda su longitud, y pasa debajo del altar de la Santísima Trinidad, edificado á 2 m. de la entrada. Sus dimensiones son: 100 metros de largo, 3 de ancho (término medio) y 5 de alto. No deja de tener adornos naturales de bastante hermosura; pero los bañistas del cercano pueblo de Zuazo poco la visitan, por las abundantísimas filtraciones de agua que aumentan el caudal del río
(Heintz Loll, 1915-1921, p. 82)